# Teretoctopus indicus
Teretoctopus indicus är en bläckfiskart som beskrevs av Robson 1929. Teretoctopus indicus ingår i släktet Teretoctopus och familjen Octopodidae. Inga underarter finns listade i Catalogue of Life.